# Спасательные глубоководные аппараты проекта 1855 «Приз»
Спасательные глубоководные аппараты проекта 1855 «Приз» — тип подводных аппаратов, использующихся Военно-морским флотом России. По кодификации НАТО «India 12,1m» — class rescue deep-water apparatus (DSRV). По совокупности ТТХ скорее относится к классу мини-субмарин, нежели батискафов. Был разработан для спасения экипажей субмарин в ЦКБ Лазурит в городе Горький. Первый корабль данной серии вступил в строй 12 августа 1986 года. Транспортируется до места проведения операции кораблем-носителем, далее имеет собственную автономность в 120 часов и дальность плавания в 39 км. Предназначен для использования на глубинах до 1000 м.

## Назначение
В задачи СГА типа «Приз» не входят научные и океанографические исследования, аппараты предназначены для спасения экипажей с аварийных подводных лодок путём стыковки к аварийным выходам подлодок.
По мнению главного наблюдающего проекта от ВМФ А. И. Никитинского аппараты типа «Приз» по объёму решаемых задач являются самыми эффективными аппаратами спасения в российском флоте.
В прессе СГА типа «Приз» часто называют батискафами, что не является верным. Глубина погружения аппаратов «Приз» гораздо меньше любого из существовавших батискафов и некоторых мезоскафов.

## Конструкция
Компоновка аналогична компоновке подводных лодок (аккумуляторы находятся в прочном корпусе, там же находится двигательная установка, а вал выходит через прочный корпус). Материал корпуса, титан, позволил обеспечить работу аппаратов на глубинах до 1000 метров. Радиоэлектронное оборудование, входящее в комплект навигационного комплекса «Приза» позволяет самостоятельно определять своё подводное местонахождение и обнаруживать субмарину.

## Проект
Аппараты «Приз» были разработаны и построены в Нижнем Новгороде в конструкторском бюро «Лазурит» завода «Красное Сормово», главный конструктор проекта — Е. В. Крылов. Серия из четырёх судов этого проекта («АС-26», «АС-28», «АС-30», «АС-34») была построена на заводе «Красное Сормово». Аппараты доставляются к месту работы на судах-носителях. В качестве носителей глубоководных аппаратов типа «Приз» могут служить спасательные суда проектов 05360, 05361, 05370, 141 и СС «Коммуна». Также для обслуживания спасательных аппаратов ВМФ было переоборудовано одно научно-исследовательское судно «Киев», но его судьба неизвестна.

### Распределение по флотам
- ДКБФ — «АС-26» (судно-носитель «СС-750»)
- КСФ — «АС-34» (судно-носитель «Георгий Титов»)
- КЧФ — «АС-28» (судно-носитель «Саяны»)
- КТОФ — «АС-30» (судно-носитель «Георгий Козьмин»)

### Модернизация
Документацию на модернизированный СГА проекта 1855 разрабатывало ЦКБ «Лазурит», в проект 1855 добавился индекс «1» — 1855.1.
«АС-28» в 2005—2008 годах прошёл модернизацию на заводе «Красное Сормово». Аппарат был оснащён телекамерами, манипуляторами способными перерезать металлические тросы диаметром до 10 мм, вести подводные сварочные работы, закручивать и выкручивать гайки.
14 января 2008 года были завершены ремонт и модернизация аппарата на заводе «Красное Сормово».
В 2008 году был объявлен тендер на переоборудование головного аппарата «АС-26». Тогда свою заявку на выполнение работ, помимо сормовского предприятия, подал Канонерский СРЗ, который предложил существенно меньшую цену. Контракт достался канонерцам (стоимость работ по контракту от 26 июня 2008 года составляла 284 млн руб). В 2010 году «АС-26» передали Балтийскому флоту, судном-носителем для него является СС-750 (бывший «КИЛ-141»).
В 2011—2014 годах Канонерский завод проводил модернизацию «АС-30» уже для Тихоокеанского флота (сумма по контракту от 28 сентября 2011 года составила 339,7 млн рублей, плюс 275,3 млн рублей на изготовление новых комплектующих изделий силами ЦКБ «Лазурит» по отдельному контракту). Аппарат получил полностью цифровое оборудование, в том числе телекамеры, а также специальные манипуляторы, с помощью которых можно перерезать стальные тросы диаметром до 10 мм, закручивать и выкручивать гайки, производить подводные сварочные работы. Помимо модернизации самого аппарата, было изготовлено оборудование для доработки судна-носителя «Саяны». СГА вошёл в состав флота в 2014 году.
Госконтракт на модернизацию четвёртого СГА «АС-34» был заключён 9 апреля 2015 года (стоимость работ составила 438,3 млн рублей). По планам до конца 2016 года аппарат должен был введён в состав Северного флота, по состоянию на лето 2017 года действует на борту спасательного судна «Георгий Титов». Рабочая глубина АС-34 составляет 500 метров, в экстренных случаях может доходить до 1000 метров, и позволяет эвакуировать подводников в количестве до 20 человек. Второй отсек АС-34 используется как барокамера.
В 2016 году был построен новый СГА «АС-40» (Бестер-1), заступивший на боевое дежурство во Владивостоке. Отличительная особенность этого аппарата в том, что он может использоваться любыми спасательными судами, к которым может быть оперативно переброшен грузовым самолётом.
Обычно экипаж СГА — три человека. Запас кислорода для работы трёх человек рассчитан на 120 часов. На ситуацию со спасёнными людьми — на 10 часов.

## Происшествия
- В августе 2000 года «АС-34» использовался в ходе операции по спасению подводной лодки «Курск», но состыковаться с комингс-площадкой лодки не удалось.
- 4 августа 2005 года аппарат «АС-28» во время планового погружения у берегов Камчатки в акватории бухты Берёзовой запутался на глубине более 180 м в рыболовецких сетях и элементах подводной системы гидрофонов, и не смог всплыть. Спасательная операция продолжалась несколько дней и к ней были привлечены спасатели Великобритании, США и Японии. 7 августа британский беспилотный глубоководный аппарат «Скорпион» (Super Scorpio, Scorpio ROV) освободил «АС-28». Все моряки, находившиеся на «АС-28», были спасены.
- 22 сентября 2022 года  судно-носитель «СС-750» с аппаратом «АС-26» было обнаружено датским патрульным катером над трассой газопровода Северный поток, в месте, где через четыре дня произошёл взрыв[4].